# Méliès d'Or
EL Méliès d'Or és un guardó que atorga anualment la Méliès International Festivals Federation (MIFF), una xarxa internacional de festivals de pel·lícules de gènere d'Europa. El Méliès d'Or es va presentar el 1996 per a pel·lícules de ciència-ficció, fantasia i de terror. El premi porta el nom del director de cinema Georges Méliès.
El cineasta espanyol Álex de la Iglesia i el cineasta danès Anders Thomas Jensen són els únics directors que han guanyat el premi dues vegades. El país més premiat en general és Espanya amb set guardons, seguit de Dinamarca i el Regne Unit amb quatre guardons cadascun. A partir de l'any 2023, LOLA és la guanyadora més recent.

## Guanyadors
| Any             | Títol                     | Director(s)                             | País       |
| --------------- | ------------------------- | --------------------------------------- | ---------- |
| Dècada del 1990 |                           |                                         |            |
| 1996            | El día de la bestia       | Álex de la Iglesia                      | Espanya    |
| 1997            | Tren de sombras           | José Luis Guerín                        | Espanya    |
| 1998            | Fotografiant fades        | Nick Willing                            | Regne Unit |
| 1999            | Els sense nom             | Jaume Balagueró                         | Espanya    |
| Dècada del 2000 |                           |                                         |            |
| 2000            | Besat                     | Anders Rønnow Klarlund                  | Dinamarca  |
| 2001            | Thomas enamorat           | Pierre-Paul Renders                     | Bèlgica    |
| 2002            | Faust 5.0                 | Àlex Ollé, Isidro Ortiz, Carlos Padrisa | Espanya    |
| 2003 '          | De grønne slagtere        | Anders Thomas Jensen                    | Dinamarca  |
| 2004            | Code 46                   | Michael Winterbottom                    | Regne Unit |
| 2006            | Adams æbler               | Anders Thomas Jensen                    | Dinamarca  |
| 2007            | Princess                  | Anders Morgenthaler                     | Dinamarca  |
| 2008            | Deixa'm entrar            | Tomas Alfredson                         | Suècia     |
| 2009            | Martyrs                   | Pascal Laugier                          | França     |
| Dècada del 2010 |                           |                                         |            |
| 2010            | Buried (Enterrat)         | Rodrigo Cortés                          | Espanya    |
| 2011            | Balada triste de trompeta | Álex de la Iglesia                      | Espanya    |
| 2012            | Vanishing Waves           | Kristina Buožytė                        | Lituània   |
| 2013            | Au nom du fils            | Vincent Lannoo                          | Bèlgica    |
| 2014            | Alleluia                  | Fabrice Du Welz                         | Bèlgica    |
| 2015            | Ich seh, ich seh          | Veronika Franz i Severin Fiala          | Àustria    |
| 2016            | Grave                     | Julia Ducournau                         | França     |
| 2017            | Thelma                    | Joachim Trier                           | Noruega    |
| 2018            | Climax                    | Gaspar Noé                              | França     |
| 2019            | In Fabric                 | Peter Strickland                        | Regne Unit |
| Dècada del 2020 |                           |                                         |            |
| 2020            | Pelikanblut               | Katrin Gebbe                            | Alemanya   |
| 2021            | Censor                    | Prano Bailey-Bond                       | Regne Unit |
| 2022            | Cerdita                   | Carlota Pereda                          | Espanya    |
| 2023            | LOLA                      | Andrew Legge                            | Irlanda    |